# Pollonius
Der Pollonius ist ein 115 Meter hoher Fernmeldeturm in der Bauform FMT 15 der einstigen Deutschen Bundespost (heute Deutsche Funkturm, einer Tochter der Deutschen Telekom) in Köln-Poll (Stadtbezirk Porz).
Der öffentlich nicht zugängliche Turm wurde 1990 errichtet und dient neben dem Richtfunk zur Verbreitung eines Hörfunkprogramms im UKW-Bereich. Der Name Pollonius spielt auf den „großen Bruder“, den Kölner Fernmeldeturm Colonius an. Vom Pollonius wird auf 99,7 MHz nach Nordosten gerichtet Radio Berg mit einer effektiven Strahlungsleistung von 0,5 kW für das Stadtgebiet von Bergisch Gladbach ausgestrahlt.
Aufgrund der scharfen Richtstrahlung ist das Signal im Kölner Stadtgebiet selbst nur bedingt zu empfangen. Radio Berg kann ebenfalls über den 16 Kilometer nördlich befindlichen Sender Leverkusen-Opladen auf 96,9 MHz (0,5 kW ERP) sowie den 30 Kilometer östlich gelegenen Sender in Lindlar auf dem Berg Brungerst auf 105,2 MHz (4 kW ERP) in Köln empfangen werden.